# Саллі Доусон
Са́ллі До́усон (англ. Sally Dawson; нар. 31 серпня 1955) — американський фізик, яка займається теоретичними дослідженнями елементарних частинок.

## Біографія
Доусон вивчала математику та фізику, закінчивши Дюкський університет зі ступенем бакалавра в 1977 році та Гарвардський університет зі ступенем магістра в 1978. В 1981 році захистила в Гарвардському університеті дисертацію доктора філософії під керівництвом Говарда Джорджі за темою «Радіаційні поправки до sin2θW». Вона була постдоктором Фермілабі (1983—1986) та Національній лабораторії Лоуренса Берклі (1981—1983). З 1986 року вона працювала в Брукгейвенській національній лабораторії, де стала старшим науковим співробітником у 1994 році та керівником групи у 1998 році. З 2001 року по теперішній час вона ад'юнкт-професор в Інституті теоретичної фізики К. Н. Янга в Університеті Стоуні-Брук. У 2007—2008 роках вона була в академічній відпустці в SLAC.
Її дослідження стосуються фізики бозона Хіггса та можливих розширень Стандартної моделі, пов'язаної з бозоном Хіггса. Вона разом із трьома співавторами написала впливовий довідник, вперше опублікований у 1990 році.
У 2004 році Доусон була головою Відділу частинок і полів Американського фізичного товариства. У 2006 році вона також була головою огляду програми відділу фізики Національній лабораторії Лоуренса Берклі, а в 2010 році — Консультативної ради програми Фермілаб.
У 2017 році вона разом із трьома співробітниками отримала премію Сакураї за дослідження бозона Хіггса.

## Нагороди
- 1995 — жінка року в науці, місто Брукгевен
- 1995 — обрана членом Американського фізичного товариства
- 1998 — Доповідач Століття Американського фізичного товариства
- 2006 — обрана членом Американської асоціації сприяння розвитку науки
- 2015 — Премія Олександра фон Гумбольдта
- 2017 — Премія Сакураї Американського фізичного товариства